# Gastrocotyle
Gastrocotyle es un género de plantas con flores perteneciente a la familia Boraginaceae. Comprende 3 especies descritas y 3 aceptadas.

## Descripción
Son hierbas anuales híspidas con flores solitarias, axilares. Cáliz 5-partide. Corola poco tubular, con escamas en la garganta.  Ovario 4 lóbulos. Nuececillas normalmente 4, erectas. Anillo basal con el margen dentado.

## Taxonomía
El género fue descrito por Alexander von Bunge y publicado en Annales des Sciences Naturelles; Botanique, sér. 3 12: 363. 1849.

## Especies aceptadas
A continuación se brinda un listado de las especies del género Gastrocotyle aceptadas hasta septiembre de 2013, ordenadas alfabéticamente. Para cada una se indica el nombre binomial seguido del autor, abreviado según las convenciones y usos.
- Gastrocotyle hispida (Forssk.) Bunge
- Gastrocotyle macedonica (Degen & Dörfl.) Bigazzi, Hilger & Selvi
- Gastrocotyle natolica Brand